# Тюркоглу, Хедо
Хидайет «Хедо» Тюркоглу (тур. Hidayet "Hedo" Türkoğlu; родился 19 марта 1979 года в Стамбуле) — турецкий профессиональный баскетболист, который 15 лет выступал в Национальной баскетбольной ассоциации. Играя на позиции лёгкого форварда, Тюркоглу обладал хорошим броском со средней и с дальней дистанции. Был выбран в первом раунде под общим 16-м номером на драфте НБА 2000 года командой «Сакраменто Кингз». В 2008 году был признан самым прогрессирующим игроком НБА. Также выступал за национальную сборную Турции, в составе которой становился серебряным призёром чемпионата Европы 2001 года и чемпионата мира 2010 года, бронзовым призёром чемпионата Европы по баскетболу среди юношей до 22 лет 1998 года. Президент Федерации баскетбола Турции (с октября 2016 года).

## Биография
Тюркоглу начал заниматься баскетболом в 10 лет. Он является воспитанником одного из сильнейших клубов Турции, «Эфес Пилсен». С 1996 года стал выступать на профессиональном уровне. В составе «Эфес Пилсен» становился чемпионом Турции 1997 года и помог команде выйти в финал четырёх и занять третье место в Евролиге в 2000 году. Его любимыми игроками до прихода в НБА были Коби Брайант, Грант Хилл, Скотти Пиппен, Аллан Хьюстон и Лэтрелл Спрюэлл.
На драфте НБА 2000 года Тюркоглу был выбран под 16-м номером клубом «Сакраменто Кингз». Его переход в НБА стал важным спортивным событием в Турции и широко освещался в местных СМИ. После дебютного сезона в НБА Хедо был включён во вторую сборную новичков ассоциации. В составе сборной Турции занял второе место на чемпионате Европы 2001 года, был вторым по результативности в команде после Ибрагима Кутлуая. Во втором сезоне Тюркоглу стал финалистом опроса на звание лучшего шестого игрока ассоциации — в среднем за игру он набирал 10.1 очков, делал 4.5 подбора и 2 передачи.
24 июля 2003 года Тюркоглу оказался в «Сан-Антонио Спёрс» в результате трёхсторонней сделки между «Индиана Пэйсерс», «Сакраменто Кингз» и «Сан-Антонио Спёрс». В своём единственном сезоне за «Спёрс» Хедо более половины матчей сезона провёл в стартовой пятёрке. По окончании сезона он стал свободным агентом и 14 июля 2004 года подписал контракт с «Орландо Мэджик». В Орландо стал стремительно прогрессировать, значительно улучшил свою статистику по сравнению с предыдущими сезонами. С 2006 года является полноправным игроком стартовой пятёрки, основным лёгким форвардом команды. Сезон 2007/2008 является наиболее успешным в его карьере — Тюркоглу впервые в карьере провёл в стартовой пятёрке все 82 игры регулярного сезона, набирал рекордные для себя 19.5 очков, 5.7 подборов и 5 передач в среднем за игру, помог команде с 52 победами занять первое место в Юго-Восточном дивизионе, по итогам сезона был признан самым прогрессирующим игроком ассоциации.
После окончания сезона 2008/2009, в котором Тюркоглу в составе «Орландо Мэджик» дошёл до финала НБА, он стал свободным агентом. В начале июля 2009 года Хедо вёл переговоры с «Портленд Трэйл Блэйзерс» и достиг с этим клубом устного соглашения о заключении контракта. Однако вскоре он принял предложение клуба «Торонто Рэпторс» подписать пятилетний контракт на сумму 53 миллиона долларов. В конечном итоге 9 июля 2009 года Тюркоглу стал игроком «Торонто Рэпторс» в результате сделки между четырьмя командами: «Мэджик», «Рэпторс», «Даллас Маверикс» и «Мемфис Гриззлис».
19 декабря 2010 года, в ходе крупного обмена, в котором участвовали три команды, вернулся в «Орландо Мэджик».
13 ноября 2015 года Тюркоглу объявил о завершении своей профессиональной карьеры.

## Личная жизнь
26 февраля 2009 у Тюркоглу и его жены Бану родилась дочь, которую назвали Эла, в апреле 2013 года родилась вторая дочь. В рамках благотворительного движения «Баскетбол без границ» работал консультантом и тренером в летнем баскетбольном лагере в Стамбуле, где занимался с молодыми игроками 12-14 лет.
Родился в боснийской семье, родители были из македонского села Лажани.

## Статистика

### Статистика в НБА
| Сезон                                                                                    | Команда     | Регулярный сезон | Регулярный сезон | Регулярный сезон | Регулярный сезон | Регулярный сезон | Регулярный сезон | Регулярный сезон | Регулярный сезон | Регулярный сезон | Регулярный сезон | Регулярный сезон | Серия плей-офф | Серия плей-офф | Серия плей-офф | Серия плей-офф | Серия плей-офф | Серия плей-офф | Серия плей-офф | Серия плей-офф | Серия плей-офф | Серия плей-офф | Серия плей-офф |
| Сезон                                                                                    | Команда     | GP               | GS               | MPG              | FG%              | 3P%              | FT%              | RPG              | APG              | SPG              | BPG              | PPG              | GP             | GS             | MPG            | FG%            | 3P%            | FT%            | RPG            | APG            | SPG            | BPG            | PPG            |
| ---------------------------------------------------------------------------------------- | ----------- | ---------------- | ---------------- | ---------------- | ---------------- | ---------------- | ---------------- | ---------------- | ---------------- | ---------------- | ---------------- | ---------------- | -------------- | -------------- | -------------- | -------------- | -------------- | -------------- | -------------- | -------------- | -------------- | -------------- | -------------- |
| 2000/01                                                                                  | Сакраменто  | 74               | 7                | 16,8             | 41,2             | 32,6             | 77,7             | 2,8              | 0,9              | 0,7              | 0,3              | 5,3              | 8              | 0              | 17,6           | 43,5           | 57,1           | 100,0          | 3,5            | 1,4            | 0,4            | 0,1            | 7,5            |
| 2001/02                                                                                  | Сакраменто  | 80               | 10               | 24,6             | 42,2             | 36,8             | 72,6             | 4,5              | 2,0              | 0,7              | 0,4              | 10,1             | 16             | 8              | 27,7           | 40,1           | 35,3           | 51,6           | 5,2            | 1,4            | 0,4            | 0,6            | 8,6            |
| 2002/03                                                                                  | Сакраменто  | 67               | 12               | 17,5             | 42,2             | 37,2             | 80,0             | 2,8              | 1,3              | 0,4              | 0,2              | 6,7              | 10             | 5              | 17,4           | 36,0           | 28,6           | 72,2           | 2,9            | 1,4            | 1,2            | 0,5            | 5,3            |
| 2003/04                                                                                  | Сан-Антонио | 80               | 44               | 25,9             | 40,6             | 41,9             | 70,8             | 4,5              | 1,9              | 1,0              | 0,4              | 9,2              | 10             | 10             | 27,1           | 32,1           | 33,3           | 61,1           | 4,5            | 1,5            | 0,9            | 0,1            | 7,7            |
| 2004/05                                                                                  | Орландо     | 67               | 11               | 26,2             | 41,9             | 38,0             | 83,6             | 3,5              | 2,3              | 0,6              | 0,3              | 14,0             | Не участвовал  | Не участвовал  | Не участвовал  | Не участвовал  | Не участвовал  | Не участвовал  | Не участвовал  | Не участвовал  | Не участвовал  | Не участвовал  | Не участвовал  |
| 2005/06                                                                                  | Орландо     | 78               | 59               | 33,5             | 45,4             | 40,3             | 86,1             | 4,3              | 2,8              | 0,9              | 0,3              | 14,9             | Не участвовал  | Не участвовал  | Не участвовал  | Не участвовал  | Не участвовал  | Не участвовал  | Не участвовал  | Не участвовал  | Не участвовал  | Не участвовал  | Не участвовал  |
| 2006/07                                                                                  | Орландо     | 73               | 73               | 31,1             | 41,9             | 38,8             | 78,1             | 4,0              | 3,2              | 1,0              | 0,2              | 13,3             | 4              | 4              | 38,9           | 50,0           | 33,3           | 50,0           | 3,3            | 3,5            | 1,3            | 1,0            | 13,8           |
| 2007/08                                                                                  | Орландо     | 82               | 82               | 36,9             | 45,6             | 40,0             | 82,9             | 5,7              | 5,0              | 0,9              | 0,3              | 19,5             | 10             | 10             | 40,0           | 44,7           | 28,6           | 84,8           | 6,4            | 5,5            | 0,8            | 0,2            | 17,5           |
| 2008/09                                                                                  | Орландо     | 77               | 77               | 36,6             | 41,3             | 35,6             | 80,7             | 5,3              | 4,9              | 0,8              | 0,2              | 16,8             | 24             | 24             | 38,9           | 42,7           | 38,6           | 81,7           | 4,5            | 4,8            | 0,8            | 0,2            | 15,8           |
| 2009/10                                                                                  | Торонто     | 74               | 69               | 30,7             | 40,9             | 37,4             | 77,4             | 4,6              | 4,1              | 0,7              | 0,4              | 11,3             | Не участвовал  | Не участвовал  | Не участвовал  | Не участвовал  | Не участвовал  | Не участвовал  | Не участвовал  | Не участвовал  | Не участвовал  | Не участвовал  | Не участвовал  |
| 2010/11                                                                                  | Финикс      | 25               | 16               | 25,2             | 44,0             | 42,3             | 72,2             | 4,0              | 2,3              | 0,7              | 0,6              | 9,5              | Не участвовал  | Не участвовал  | Не участвовал  | Не участвовал  | Не участвовал  | Не участвовал  | Не участвовал  | Не участвовал  | Не участвовал  | Не участвовал  | Не участвовал  |
| 2010/11                                                                                  | Орландо     | 56               | 56               | 34,1             | 44,8             | 40,4             | 66,7             | 4,6              | 5,1              | 1,0              | 0,4              | 11,4             | 6              | 6              | 34,9           | 29,4           | 23,3           | 57,1           | 3,2            | 3,7            | 1,3            | 0,2            | 9,2            |
| 2011/12                                                                                  | Орландо     | 53               | 53               | 31,2             | 41,5             | 35,3             | 70,5             | 3,8              | 4,4              | 0,8              | 0,3              | 10,9             | 5              | 5              | 32,4           | 36,6           | 41,7           | 63,6           | 2,8            | 2,4            | 1,0            | 0,8            | 8,4            |
| 2012/13                                                                                  | Орландо     | 11               | 1                | 17,2             | 26,4             | 4,2              | 50,0             | 2,4              | 2,1              | 0,6              | 0,1              | 2,9              | Не участвовал  | Не участвовал  | Не участвовал  | Не участвовал  | Не участвовал  | Не участвовал  | Не участвовал  | Не участвовал  | Не участвовал  | Не участвовал  | Не участвовал  |
| 2013/14                                                                                  | Клипперс    | 38               | 0                | 10,3             | 38,5             | 44,0             | 50,0             | 2,3              | 0,9              | 0,5              | 0,3              | 3,0              | 5              | 0              | 8,1            | 46,2           | 40,0           | -              | 1,0            | 0,2            | 0,6            | 0,0            | 3,2            |
| 2014/15                                                                                  | Клипперс    | 62               | 2                | 11,4             | 44,1             | 43,2             | 54,5             | 1,6              | 0,6              | 0,3              | 0,1              | 3,7              | 11             | 0              | 5,0            | 23,5           | 15,4           | -              | 0,6            | 0,4            | 0,4            | 0,1            | 0,9            |
|                                                                                          | Всего       | 997              | 572              | 26,8             | 42,6             | 38,4             | 78,4             | 4,0              | 2,8              | 0,8              | 0,3              | 11,1             | 109            | 72             | 27,4           | 40,3           | 34,1           | 75,1           | 3,8            | 2,6            | 0,7            | 0,3            | 9,7            |
| Наведите курсор мыши на аббревиатуры в заголовке таблицы, чтобы прочесть их расшифровку. |             |                  |                  |                  |                  |                  |                  |                  |                  |                  |                  |                  |                |                |                |                |                |                |                |                |                |                |                |